# ایزابلین (شهرستان وارساف وست)
ایزابلین (به لهستانی:  Izabelin) یک روستا در لهستان است که در گمینا ایزابلین واقع شده‌است. ایزابلین ۱۲٬۵۰۰ نفر جمعیت دارد.

## خواهرخوانده
شهرهای برکن (هسن) و Méru خواهرخوانده‌های ایزابلین (شهرستان وارساف وست) هستند.